# 淡黄鼠李
淡黄鼠李（学名：Rhamnus flavescens）为鼠李科鼠李属下的一个种。

## 扩展阅读
- 維基物種上的相關：淡黄鼠李